# 小巴堤·柯羅奇
小巴堤·柯羅奇／巴堤·柯羅奇二世（Bartemius Crouch Jr.），是英國作家J·K·羅琳的奇幻小說《哈利波特》系列中的人物。

## 相關情節

### 哈利·波特出生前
小巴堤·柯羅奇從魔法學校畢業後便隨父親到魔法部工作，後來他因為認同佛地魔統治魔法世界的理念而加入食死人的行列。小柯羅奇於哈利出生前大約1980年的1月31日至2月2日期間，連同貝拉·雷斯壯、道夫·雷斯壯與巴坦·雷斯壯一起利用酷刑咒折磨正氣師隆巴頓夫婦（奈威的父母），因此五人被逮捕。其父親—老巴提·柯羅奇作為魔法法律執法司首長對五人進行審判。他們被判處在阿茲卡班受無期徒刑。
老柯羅奇受此事連累而錯失了魔法部部長的寶座。後來，垂死的老柯羅奇妻子自知命不久矣，她決定犧牲自己拯救兒子，在她苦苦的哀求下，老柯羅奇夫婦二人利用探監的機會讓母子兩人喝下變身水調換外貌，柯羅奇太太維持著小巴堤·柯羅奇的相貌直到死亡並被埋葬；而真正的小柯羅奇離開阿茲卡班。回家後的小柯羅奇由其家裡的家庭小精靈眨眨照料。
老柯羅奇知道兒子仍然效忠於佛地魔，於是他利用蠻橫咒控制其行徑，並把他藏於隱形斗蓬下長年掩蓋其蹤跡，以及命令家庭小精靈眨眨寸步不離地監視和看管其行徑。

### 火盃的考驗
在魁地奇世界盃舉行期間，小柯羅奇把哈利·波特的魔杖偷走並發射黑魔標記到空中，讓老柯羅奇一怒之下把照顧者家庭小精靈解僱，加上佛地魔從魔法部官員柏莎·喬金斯那裡得知小柯羅奇的相關消息，遂與彼得·佩迪魯到柯羅奇的家恢復了小柯羅奇的自由，更以蠻橫咒控制著其父親。隨後，小柯羅奇跟佛地魔與佩迪魯利用他們從喬金斯那裡取得之情報，把著名的正氣師瘋眼穆敵綁架並囚禁起來，並利用變身水冒充其外貌與身份成功潛入霍格華茲作為新任黑魔法防禦術教授。儘管不是真正的穆敵，小柯羅奇卻做得不錯，各班級學生從他那裡學到了很多東西，包括與「三個不可饒恕的詛咒」有關的寶貴知識。
在蠻橫咒之下的老柯羅奇變得筋疲力盡和精神錯亂，他逃跑至霍格華茲想告訴鄧不利多佛地魔歸來了；但作為忠誠食死人的小柯羅奇，在校園內將老柯羅奇謀殺了，把其屍體變成一根骨頭，並將骨頭埋於海格小屋前剛翻過的泥土中。
重振旗鼓的三巫鬥法大賽於霍格華茲舉行，佛地魔要求小柯羅奇確保哈利能夠獲勝。為此，小柯羅奇在魁地奇世界盃舉行期間，對火盃施法，使哈利成為三巫鬥法大賽的第四名參賽選手。為了確保哈利能成為冠軍，他一直幫助哈利，包括輾轉讓哈利得知比賽的內容。在大賽的第二項任務結束後，偽冒著穆敵的小柯羅奇在因緣際會下跟自己的父親老柯羅奇有過短暫的交談，然而他在對話之中不經意地表露吐舌的習慣，導致父親對他的身份懷疑。為了防止父親跟鄧不利多說出真相，小柯羅奇於比賽的第三項任務前就把自己的父親殺害並掩埋。
在三巫鬥法大賽最後階段，小柯羅奇先是施展魔法把三巫鬥法大賽的獎盃變成港口鑰以便之後利用它把哈利傳送至佛地魔跟前，又以魔法控制維克多·喀浪讓喀浪在迷宮中攻擊西追·迪哥里、擊昏花兒·戴樂古。然而他沒料到最後哈利為了跟西追一起奪冠而兩人同時碰觸獎盃，使兩人被傳送至佛地魔麻瓜父親家族的墓園—小漢果頓的墓地。西追被彼得·佩迪魯殺害，佛地魔順利獲得哈利的血並進行讓自己重獲人身的儀式。佛地魔試圖把哈利殺掉，哈利在佛地魔魔杖的幽靈迴聲的幫助下，透過原本的港口鑰逃脫。
當哈利逃回霍格華茲時，小柯羅奇偽裝成穆敵的魔藥還有效，但小柯羅奇把哈利從鄧不利多身邊帶走。鄧不利多從這一舉動發現其身份有異而緊隨其後。小柯羅奇意圖把哈利殺掉再為佛地魔立下一功，然而鄧不利多、石內卜與麥教授的及時出現阻止了他的陰謀。一眾教授不但把小柯羅奇當場擒下，石內卜還以吐真劑（Veritaserum）來讓他說明整個計劃的前因後果，雖然想讓他日後能重覆他的證詞，但作為魔法部部長康尼留斯·夫子保鏢的催狂魔攻擊小柯羅奇，並把小柯羅奇的靈魂吸去，小柯羅奇自此失去記憶和自我意識，佛地魔復活的真相被延後告知大眾。

## 電影
演員大衛·田納特於電影《哈利波特：火盃的考驗》中飾演著小巴堤·柯羅奇的角色。